# Кравченко Олександр Іванович (Герой Радянського Союзу)
Олекса́ндр Іва́нович Кра́вченко (нар. 1 жовтня 1906 — пом. 1987) — радянський військовик часів Другої світової війни, командир 111-го окремого винищувально-протитанкового батальйону 12-ї армії, капітан. Герой Радянського Союзу (1943).

## Життєпис
Народився 1 жовтня 1906 року в селі Білий Колодязь Вовчанського повіту Харківської губернії Російської імперії (нині — селище міського типу Вовчанського району Харківської області), в родині службовця. Українець. У 1920 році закінчив Старосалтівську сільську школу. Працював завідувачем хатою-читальнею радгоспу «Вереміївський».
До лав РСЧА призваний Вовчанським РВК у 1928 році. У 1931 році закінчив Харківську військову піхотну школу. Член ВКП(б) з 1939 року. У 1942 році закінчив Курси удосконалення командного складу «Постріл».
На фронтах німецько-радянської війни з червня 1942 року. Воював на Південно-Західному, брав участь у визволенні України. Особливо командир 111-го окремого винищувального протитанкового батальйону капітан О. І. Кравченко відзначився під час битви за Дніпро.
Після закінчення війни продовжив військову службу. У 1947 році вдруге закінчив КУКС «Постріл». У 1954 році полковник О. І. Кравченко вийшов у запас.
Мешкав в Одесі. До 1968 року працював на Одеській кіностудії. Помер 4 грудня 1987 року. Похований на Другому Християнському цвинтарі міста.

## Нагороди
Указом Президії Верховної Ради СРСР від 1 листопада 1943 року «за успішне форсування річки Дніпро, міцне закріплення плацдарму на західному березі річки Дніпро та виявлені при цьому відвагу і героїзм», капітанові Кравченку Олександру Івановичу надане звання Героя Радянського Союзу з врученням ордена Леніна і медалі «Золота Зірка» (№ 1951).
Нагороджений також орденами Червоного Прапора, орденами Олександра Невського (22.10.1943), Вітчизняної війни 1-го ступеня (11.03.1985), Червоної Зірки та медалями.